# Flabellina baetica
Flabellina baetica é uma espécie de molusco pertencente à família Flabellinidae.
A autoridade científica da espécie é Garcia-Gomez, tendo sido descrita no ano de 1984.
Trata-se de uma espécie presente no território português, incluindo a zona económica exclusiva.